# Джерело (ансамбль)
Народний аматорський ансамбль пісні і музики «Джерело» заснований у 1982 році. 13 лютого 1991 року присвоєно звання «Народний самодіяльний колектив». Керівник ансамблю — Крутько Анатолій Радіонович, заслужений працівник культури України (2009).

## Історія
Народний аматорський ансамбль пісні і музики «Джерело» заснований у 1982 році. 13 лютого 1991 року присвоєно звання «Народний самодіяльний колектив». Керівник ансамблю — Крутько Анатолій Радіонович, удостоєний звання «Заслужений працівник культури України» (2009). Народний аматорський ансамбль пісні і музики «Джерело» проводить велику концертну діяльність.
Народний аматорський ансамбль пісні і музики «Джерело» — учасник фольклорного радіофестивалю «Золоті ключі»; два рази представляв свою творчість на республіканському телетурнірі- фестивалі «Сонячні кларнети» в м. Кременчук; постійний учасник конкурсних і концертних програм на Національному Сорочинському ярмарку; чотири рази звітував у Національному палаці «Україна» серед кращих колективів Полтавської області.

## Творча характеристика керівника
Крутько Анатолій Радіонович закінчив Гадяцький коледж культури ім. І. П. Котляревського в 1977 році за фахом клубний працівник, керівник самодіяльного хорового колективу. Після закінчення коледжу працював художнім керівником, а потім директором Покровськобагачанського сільського будинку культури. Після служби в армії, повертається на посаду директора Покровськобагачанського СБК, створює ансамбль української пісні і музики «Джерело», якому в 1991 році присвоєно звання «народний самодіяльний колектив» (зараз «народний аматорський колектив»).
В 1999 році Крутько А. Р. стає на посаду директора Хорольського районного будинку культури і керує народним аматорським колективом «Джерело». Протягом своєї творчої діяльності Анатолій Радіонович був нагороджений медалями лауреата Всесоюзних і Всеукраїнських фестивалів, а в 1986 році був нагороджений державною нагородою медаллю «За трудову відзнаку».
В 2009 році Крутьку А. Р. присвоєно звання «Заслужений працівник культури України».

## Репертуар
Репертуар ансамблю «Джерело» складається з різноманітних українських народних, козацьких і
авторських пісень.

## Склад
Станом на 2018 рік в ансамблі 10 учасників.

## Досягнення і нагороди

### Досягнення
- дипломант Всесоюзного огляду самодіяльної художньої творчості, присвяченого 40-річчю

Перемоги радянського народу у Великій Вітчизняній війні (1985);
- диплом І ступеню обласного огляду самодіяльної художньої творчості, присвяченого 40-річчю Перемоги радянського народу у Великій Вітчизняній війні (1985);
- диплом другого Всесоюзного фестивалю народної творчості, присвяченого 70-річчю Великого Жовтня (1987);
- диплом І ступеню другого Всесоюзного фестивалю народної творчості, присвяченому 70-річчю Великого Жовтня (1987);
- диплом ІІІ Республіканського інтернаціонального фестивалю «Хоровод дружби», м. Маріуполь (1990);
- диплом ІІ ступеню обласного конкурсу козацької пісні на Сорочинському ярмарку (1993);
- диплом ІІІ ступеню обласного конкурсу народних музик «Грай, музико, грай» на Міжнародному Сорочинському ярмарку (1995);
- дипломант І ступеню другого обласного туру Всеукраїнського огляду народної творчості (1999);
- диплом І ступеню обласного огляду-конкурсу фольклорних колективів, присвяченого 10-річниці Незалежності України (2001);
- диплом І ступеню другого обласного туру Всеукраїнського огляду народної творчості, присвяченого 10-річниці Незалежності України (2001);
- диплом І ступеню обласного огляду-конкурсу виконавців козацької пісні «Байда» на святі «Козацької слави цілюще джерело», смт. Козельщина (2002);
- диплом І ступеню обласного огляду народної творчості «Квітни, Полтавщино, в єдиній Україні» (2002);
- диплом І ступеню районного фольклорного фестивалю «Барви Хорольщини» (2007, 2008, 2009, 2010, 2011);
- диплом І міжрегіональної виставки тур-салону «Відпочивайте на Полтавщині» (2007, 2009);
- диплом IV Всеукраїнського культурно-мистецького фестивалю «Козацький родослав», присвяченого 350-річчю Перемоги у Конотопській битві (2009 р.);
- диплом І ступеня обласного огляду народної творчості «Україно моя — отча земле моя»

(інструментальна група ансамблю, 2011);
- диплом І ступеня обласного огляду народної творчості «Україно моя — отча земле моя»

(ансамбль «Джерело», 2011);
- диплом за активну участь у фестивалі народної творчості на Національному Сорочинському ярмарку (2011);
- диплом І ступеня обласного огляду народної творчості «Квітуй прекрасна батьківська земля!»

на відзначення 200-річчя від дня народження Т. Г. Шевченка (2014);
- диплом за участь у Всеукраїнському фольклорному фестивалі «Співоче поле», м. Прилуки (2015).

### Нагороди
- Почесна грамота обласної ради до 10-ї річниці Незалежності України (березень 2001 року);
- Почесна грамота дирекції музею народної архітектури та побуту України за участь у святі «Полтавські самоцвіти» (23-24 липня 1988 року);
- Почесна грамота виставки досягнень народного господарства за участь у святкових концертах (1 жовтня 1989 року, м. Київ);
- Почесна грамота виконавчого комітету Хорольської районної ради за участь у ІІІ Всесоюзному фестивалі до 175-ї річниці від дня народження Т. Г. Шевченка (березень 1989 року);
- Почесна грамота Центрального парку культури і відпочинку м. Києва на честь 335-ій річниці возз'єднання України з Росією (вересень 1989 року);
- Почесна грамота військової частини 01646 м. Києва за пропаганду народної творчості (жовтень 1989 року);
- Почесна грамота обласного управління культури за активну участь в обласному конкурсі молодіжних фольклорних ансамблів (1990);
- Почесна грамота відділу культури виконкому Хорольської районної ради народних депутатів за участь у вшануванні доярок-чотиритисячниць (березень 1992 року);
- Почесна грамота обласного управління культури за участь в обласному конкурсі народних музик "Грай, музико, грай " (серпень 1994 р.);
- Почесна грамота відділу культури і туризму за вагомий внесок у розвиток української національної культури та з нагоди 30-річчя створення колективу і 20-річчя присвоєння почесного звання «народний аматорський колектив» (2012);
- Почесна грамота Пирятинської райдержадміністрації та районної ради за участь у другому фестивалі «Акорди Сасинівського Спасу» (2016);
- Почесна грамота відділу культури і туризму Хорольської райдержадміністрації з нагоди 35-річчя від дня створення колективу і 25-річчя присвоєння звання «народний» (2016)[2];
- Почесна грамота Покровськобагачанської територіальної громади з нагоди святкування Дня села ();
- Подяка Диканської райдержадміністрації та районної ради за участь в обласному святі «Пісні бузкового гаю» ();
- Подяка Шишацької сільської ради за вагомий внесок у справу примноження надбань національної культури України ().